# Windfall City (Indiana)
Windfall City es un pueblo ubicado en el condado de Tipton en el estado estadounidense de Indiana. En el Censo de 2010 tenía una población de 708 habitantes y una densidad poblacional de 932,97 personas por km².

## Geografía
Windfall City se encuentra ubicado en las coordenadas 40°21′45″N 85°57′26″O / 40.36250, -85.95722. Según la Oficina del Censo de los Estados Unidos, Windfall City tiene una superficie total de 0.76 km², de la cual 0.76 km² corresponden a tierra firme y (0%) 0 km² es agua.

## Demografía
Según el censo de 2010, había 708 personas residiendo en Windfall City. La densidad de población era de 932,97 hab./km². De los 708 habitantes, Windfall City estaba compuesto por el 97.18% blancos, el 0.28% eran afroamericanos, el 0.28% eran amerindios, el 0.28% eran asiáticos, el 0% eran isleños del Pacífico, el 1.13% eran de otras razas y el 0.85% pertenecían a dos o más razas. Del total de la población el 5.37% eran hispanos o latinos de cualquier raza.